# Julio María Sanguinetti
Julio María Sanguinetti Coirolo (født 6. januar 1936 i Montevideo, Uruguay ) er en uruguayansk politiker, advokat og journalist, der fungerede som præsident for Uruguay (fra marts 1985 til marts 1990 og igen fra marts 1995 til marts 2000) for Partido Colorado.
Han stammer fra en middelklasse familie af italiensk oprindelse fra Genova .  Han studerede jura og samfundsvidenskab ved universitetet i Montevideo. Han fik sin juristgrad i 1961 og kombinerede senere sin juridiske praksis med at arbejde som journalist. Han skrev for to forskellige medier, som var knyttet til Colorado Partido Colorado - PC, en liberal gruppering, hvor progressive og konservative bevægelser samlede sig mod nationalpartiet (PN) eller Blancos ("de hvide"), hvilket skabte et 2-partysystem, selv om gange den styrende kraft var PC.
I marts 1972 udnævnte den nyvalgte præsident, også fra PC-partiet, Juan María Bordaberry, ham som minister for uddannelse og kultur. Samme år var Sanguinetti grundlægger af Nationalkommissionen for den historiske, kunstneriske og kulturelle arv.

## Civil-militær administration 1973-1985
I juni 1973 overtog militæret regeringsmagten og fratog ham sine stillinger i regeringen og parlamentet, hvor han havde fornyet sit sæde i 1971. I 1976 fik han forbud mod at foretage nogen form for politisk aktivitet.
Den 29. juni 1981 fik Sanguinetti sine politiske rettigheder på ny, og han stod i spidsen for PC-delegationen i forhandlingerne mellem de politiske partier og hæren om at muliggøre en fredelig og ordnet overgang til demokratiet. Forhandlingerne sluttede med undertegnelsen af Naval Club-aftalen den 3. august 1984. I 1983 blev han valgt som generalsekretær for PC - partiets eksekutivkomité, og i august 1984 opnåede han nominering til præsidentvalget, som skulle afholdes senere samme år og satte en stopper for 12 års diktatur. Sanguinetti modtog også betydelig støtte til sit kandidatur fra militærstyret.

## Uruguays præsident, første periode (1985-1990)
Den 25. november 1984 blev der afholdt valg . Sanguinetti besejrede PN-kandidaten, Alberto Zumarán . Herefter blev han den 1. marts 1985 indsat som præsident for en femårig periode.
Med hensyn til udenlandske forbindelser fik Sanguinetti genskabt relationerne til Spanien og genoprettede kontakter med de kommunistiske lande. En voldsom inflation og uløste problemer om militærets fremtidige status betød, at han mistede præsidentposten ved valget i 1990.
I 1994 blev præsidentvalget afholdt den 27. november, og her genvandt han posten ved at slå Tabaré Vázquez fra Encuentro Progresista-Frente Amplio (EP-FA) -kalitionen, selv om denne fik flest stemmer, men ifølge Ley de Lemas, som stadig var gældende på dette tidspunkt skulle den vindende kandidat være fra partiet med flest stemmer. Den 1. marts 1995 startede Sanguinetti derfor sin anden præsidentperiode, da han som blot den tredje leder i landets historie  blev genvalgt.
Sanguinetti dannede en koalitionsregering som gjorde det muligt for ham at få budgettet gennem et parlament, som var opdelt i lige dele mellem de tre hovedgrupperinger. Han fik ligeledes opbakning fra to tredjedele af parlamentet til en reform, der eliminerede den næsten hundrede årige Ley de Lemas og trådte i kraft den 14. januar 1997.
Ændringerne styrkede den udøvende magt overfor lovgivningsmagten og foretog en dybtgående reform af valgsystemet. Blandt andet introducerede den kun én præsidentkandidat pr. parti og behovet for en anden runde i valget, hvis ingen enkelt kandidat fik et absolut flertal i første runde.
Den 1. marts 2000 sluttede hans mandat som præsident, og han overgav formandskabet til sin kollega Jorge Batlle, der havde vundet valget den 28. november 1999.